# Фратичола (Арецо)
Фратичола је насеље у Италији у округу Арецо, региону Тоскана.
Према процени из 2011. у насељу је живело 102 становника. Насеље се налази на надморској висини од 277 м.